# Barranc del Coscollar
El Barranc del Coscollar és un barranc del terme de Castell de Mur, dins de l'antic terme de Mur.
Es forma als contraforts meridionals del Serrat de Cabicerans, des d'on davalla de dret cap al sud-sud-est, deixant a llevant la Masia del Xic i els Plans de Puigmaçana per a adreçar-se al barranc de Sant Gregori al nord-est de Vilamolat de Mur.